# Phyllanthus columnaris
Phyllanthus columnaris är en emblikaväxtart som beskrevs av Johannes Müller Argoviensis. Phyllanthus columnaris ingår i släktet Phyllanthus och familjen emblikaväxter. Inga underarter finns listade i Catalogue of Life.